# Кадео
Кадео (итал. Cadeo) је насеље у Италији у округу Пјаченца, региону Емилија-Ромања.
Према процени из 2011. у насељу је живело 286 становника. Насеље се налази на надморској висини од 64 м.

## Становништво
| 1951. | 1961. | 1971. | 1981. | 1991. | 2001. | 2011. |
| ----- | ----- | ----- | ----- | ----- | ----- | ----- |
| 4.536 | 4.206 | 4.280 | 4.616 | 5.396 | 5.459 | 6.052 |